# Ga Cựu Xã
Cựu Xã là ga tàu điện ngầm quản lý bởi Tàu điện ngầm Đài Trung ở Bắc Đồn, Đài Trung, Đài Loan. Nó thuộc tuyến Tuyến xanh lá và là ga cuối phía Tây của dự án Đại Khanh mở rộng.
Nhà ga được lấy theo tên cũ của khu vực này.

## Bố trí ga
| 4F       | Ke ga, cửa sẽ mở phía bên phải | Ke ga, cửa sẽ mở phía bên phải                                      |
| 4F       | Ray 1                          | G Tuyến xanh lá: hướng đi Bắc Đồn                                   |
| 4F       | Ray 2                          | G Tuyến xanh lá: hướng đi Ga HSR Đài Trung (Tùng Trúc)              |
| 4F       | Ke ga, cửa sẽ mở phía bên phải |                                                                     |
| 3F       | Phòng chờ                      | Hành lang, quầy thông tin, máy bán vé tự động, cổng soát vé 1 chiều |
| 2F       | Tầng lửng                      | Tầng liên kết giữa thang bộ và thang cuốn                           |
| 1F       |                                |                                                                     |
| Đường đi | Lối ra/vào                     |                                                                     |